# Адміністративний поділ Монтсеррату

Адміністративний поділ острова Монтсеррат

Позаяк Монтсеррат є заморською територією англійської корони, на ньому послуговуються англійськими територіальними розподілами. За часів колонізації відчутний вплив та прив'язка були до релігійних інституцій, тож на острові затвердилися такі адміністративні поділи (структура): губернаторство → парохія → поселення.

## Парохії Монтсеррату
Загалом Монтсеррат розділений на 3 парохії:
- Сент-Пітер (Saint Peter Parish) → 2369 осіб (станом на 2011 рік[1]);
- Сент-Антоні (Saint Anthony Parish) → 1666 осіб (станом на 2011 рік[1]);
- Сент-Джорджес (Saint Georges Parish) → 887 осіб (станом на 2011 рік[1]).

### Поселення Монтсеррату
До середини XX століття населення острова зростало, утворювалися все нові поселення, але наприкінці століття, внаслідок кількох природних катаклізмів (урагану 1985 року та виверження вулкану 1995—1997 років) більшість мешканців змушені залишити свої обжиті місцини й переселитися на інші карибські острови. Решта мешканців переселилася до безпечнішої частини острова, а саме північної. Відтак на острові налічується до 60 поселень (значна частина з яких — полишена).
Жирним шрифтом позначені обжиті поселення, курсивом позначені залишені поселення острова:
| - Амешам (Amersham) - Вейкер Гілл (Baker Hill) - (Banks) - (Barzeys) - (Beech Hill) - ''(Bethel) - (Blakes) - (Brades) a - (Bramble) - (Bransby) - (Bugby Hole) - (Carr's Bay) - (Cavalla Hill) - (Cheap End) - (Cork Hill) - (Cudjoe Head) - (Dagenham) - (Davy Hill) - (Delvins) - (Dick Hill) - (Drummonds) - (Dyers) - (Elberton) - (Farm) - (Fairfield) - (Fairy Walk) - (Farrells) - (Farells Yard) - (Ffryes) - (Flemmings) |  | - (Fogarty) - (Fox's Bay) - (Frith) - (Gages) - (Gallways Estate) - (Garibaldi Hill) - (Geralds) b - (Gringoes) - (Gun Hill) - (Happy Hill) - (Harris) - (Harris Lookout) - (Hermitage) - (Hodge's Hill) - (Hope) - (Jack Boy Hill) - (Jubilee) - (Judy Piece) - (Katy Hill) - (Kinsale) - (Lawyers Mountain) - (Lees) - (Little Bay) c - (Locust Valley) - (Long Ground) - (Lookout) - (Manjack) - (Molyneux) |  | - (Morris) - (Mongo Hill) - (New Windward Estate) - (Nixons) - (Old Towne) - (Olveston) - (Parsons) - (Plymouth) d - (Richmond) - (Richmond Hill) - (Roche's Yard) - (Salem) - (Shinlands) - (Shooter's Hill) - (Spanish Point) - (St. George's Hill) - (St. John's) - (St. Patrick's) - (St. Peter's) - (Streatham) - (Sweeney's) - (Trants) - (Trials) - (Tuitts) - (Victoria) - (Webbs) - (Weekes) - (White's) - (Windy Hill) - (Woodlands) |

a. → де факто столиця й урядова резиденція

b. → новий аеропорт

c. → новий порт і місто

d. → офіційна столиця (зруйнована вулканічним виверженням)